# Şahin Imranov
Şahin Imranov (azerbajdzjanska: Şahin İmranov), född 23 september 1980 i Sumgait, Azerbajdzjan, är en azerbajdzjansk boxare som tog OS-brons i fjäderviktsboxning 2008 i Peking. Han deltog även i fjäderviktsboxningen vid OS 2004 i Aten, dock utan att ta medalj. 

## Meriter

### Olympiska meriter

#### Olympiska sommarspelen 2008
- Huvudartikel: Boxning vid olympiska sommarspelen 2008

| Tävlande      | Viktklass  | Sextondelsfinal      | Åttondelsfinal       | Kvartsfinal             | Semifinal            | Final                |
| Tävlande      | Viktklass  | Motståndare Resultat | Motståndare Resultat | Motståndare Resultat    | Motståndare Resultat | Motståndare Resultat |
| ------------- | ---------- | -------------------- | -------------------- | ----------------------- | -------------------- | -------------------- |
| Şahin Imranov | Fjädervikt | Jafarov (KAZ) W 9-5  | Izoria (GEO) W 18-9  | Torriente (CUB) W 16-14 | Djelkhir (FRA) L RET | Gick inte vidare     |